# Station Chilham
Chilham is een spoorwegstation van National Rail in Chilham, Ashford in Engeland. Het station is eigendom van Network Rail en wordt beheerd door Southeastern. Het station is geopend in 1846.